# Тортерон
Тортеро́н (фр. Torteron) — коммуна во Франции, находится в регионе Центр. Департамент — Шер. Входит в состав кантона Ла-Герш-сюр-л’Обуа. Округ коммуны — Сент-Аман-Монтрон.
Код INSEE коммуны — 18265.

## География
Коммуна расположена приблизительно в 210 км к югу от Парижа, в 130 км юго-восточнее Орлеана, в 45 км к востоку от Буржа.
По территории коммуны протекает небольшая река Обуа и канал Берри.

## Население
Население коммуны на 2008 год составляло 809 человек.
| 1962 | 1968 | 1975 | 1982 | 1990 | 1999 | 2008 |
| ---- | ---- | ---- | ---- | ---- | ---- | ---- |
| 778  | 869  | 871  | 826  | 793  | 738  | 809  |

## Администрация
| Период | Период | Фамилия        | Партия                  | Примечания |
| ------ | ------ | -------------- | ----------------------- | ---------- |
| 2001   | 2010   | Серж Мешен     | Социалистическая партия |            |
| 2010   | 2014   | Мишель Сованья | Социалистическая партия |            |

## Экономика
В 2007 году среди 489 человек в трудоспособном возрасте (15-64 лет) 348 были экономически активными, 141 — неактивными (показатель активности — 71,2 %, в 1999 году было 62,5 %). Из 348 активных работали 303 человека (167 мужчин и 136 женщин), безработных было 45 (21 мужчина и 24 женщины). Среди 141 неактивных 35 человек были учениками или студентами, 35 — пенсионерами, 71 были неактивными по другим причинам.

## Достопримечательности
- Церковь Святых Петра и Павла (XIX век)